# Мало Млачево
Мало Млачево (словен. Malo Mlačevo) је мало насеље јужно од Гросупља, општина Гросупље у централној Словенији покрајина Долењска. Општина припада регији Средишња Словенија.
Налази се на надморској висини 333,2 м, површине 2,25 км². Приликом пописа становништва 2002. године насеље је имало 160 становника.

## Име
Име насеља помиње се први пут 1227 као Mlassen, 1313. Mlatschen, 1496. Klein Mlatscherin.

## Културно наслеђе
Мала капела светиште у насељу изграђена је у првој четвртини 20. века. године.